# Pehwetan
Pehwetan is een bestuurslaag in het regentschap Kediri van de provincie Oost-Java, Indonesië. Pehwetan telt 2786 inwoners (volkstelling 2010).